# Souviens-toi… l'été dernier (film, 2025)
Pour les articles homonymes, voir Souviens-toi (homonymie).
Série Souviens-toi… l'été dernier
Souviens-toi… l'été dernier 3
(2006)
Pour plus de détails, voir Fiche technique et Distribution.
Souviens-toi… l'été dernier ou Le Pacte du Silence au Québec (I Know What You Did Last Summer) est un film américain réalisé par Jennifer Kaytin Robinson et sorti en 2025. 
Il s'agit du quatrième long métrage de la franchise Souviens-toi… l'été dernier et d'une suite directe à Souviens-toi… l'été dernier 2 (1998), ignorant donc les évènements du troisième opus sorti en 2006. Jennifer Love Hewitt et Freddie Prinze Jr. y reprennent leurs rôles respectifs de Julie James et Ray Bronson, présents dans les deux premiers films.

## Synopsis
Le 4 juillet 2024 à Southport, cinq amis causent involontairement un accident de voiture mortel. Ils décident de dissimuler leur implication et concluent un pacte pour garder le secret plutôt que de faire face aux conséquences de ce terrible évènement. Un an plus tard, leur passé revient les hanter et ils sont confrontés à une terrible vérité : quelqu'un sait ce qu'ils ont fait l'été dernier... et est déterminé à se venger. Traqués un à un par un mystérieux tueur, ils découvrent que cela s'est déjà produit auparavant et se tournent vers deux survivants du terrible massacre de Southport de 1997 dans l’espoir d’obtenir leur aide.

## Fiche technique
Sauf indication contraire, les informations mentionnées dans cette section peuvent être confirmées par la base de données cinématographiques IMDb,  présente dans la section « Liens externes ».
- Titre original : I Know What You Did Last Summer
- Titre français : Souviens-toi… l'été dernier
- Titre québécois : Le Pacte du Silence
- Réalisation : Jennifer Kaytin Robinson
- Scénario : Sam Lansky et Jennifer Kaytin Robinson, d'après l’œuvre de Lois Duncan
- Musique : Chanda Dancy
- Décors : Courtney Andujar et Hillary Andujar
- Costumes : Mari-An Ceo
- Photographie : Elisha Christian
- Montage : Saira Haider
- Production : Neal H. Moritz et Jackie Shenoo
- Sociétés de production : Columbia Pictures, Screen Gems et Original Film
- Sociétés de distribution : Sony Pictures Releasing (États-Unis), Sony Pictures Releasing France (France)
- Budget : 18 millions de dollars[2]
- Pays de production :  États-Unis
- Langue originale : anglais
- Format : couleur
- Genre : horreur, thriller
- Durée : 111 minutes
- Dates de sortie[3] :
  - France : 16 juillet 2025[4]
  - États-Unis : 18 juillet 2025
- Classification : 
  - États-Unis : R - Restricted[5]
  - France : Interdit aux moins de 12 ans[1]
  - Belgique : Potentiellement préjudiciable jusqu’à 16 ans[5]
  - Canada : 13 ans et plus au Québec[6], 14A dans le reste du pays[5]

## Distribution
- Madelyn Cline (VF : Alice Taurand) : Danica Richards
- Chase Sui Wonders (VF : Lila Lacombe) : Ava Brucks
- Jonah Hauer-King (VF : Clément Moreau) : Milo Griffin
- Tyriq Withers (en) (VF : Alan Aubert-Carlin) : Teddy Spencer
- Sarah Pidgeon (VF : Zina Khakhoulia) : Stevie Ward
- Billy Campbell (VF : Éric Peter) : Grant Spencer
- Sarah Michelle Gellar (VF : Claire Guyot) : Helen Shivers (en) (caméo)
- Freddie Prinze Jr. (VF : Pierre Tessier) : Ray Bronson
- Jennifer Love Hewitt (VF : Sophie Arthuys) : Julie James (en)
- Gabbriette Bechtel (en) : Tyler Trevino
- Austin Nichols (VF : Glen Hervé) : le pasteur Judah Gillespie
- Joshua Orpin (en) : Wyatt
- Nick Farnell : le chef Roberts
- Isaiah Mustafa (VF : Daniel Njo Lobé) : Andrew
- Todd Giebenhain (VF : Éric Marchal) : Jason
- Brandy Norwood (VF : Annie Milon) : Karla Wilson (scène post-générique)

 Source et légende : version française (VF) sur RS Doublage[source insuffisante]

## Production

### Genèse et développement
En septembre 2014, Sony Pictures annonce vouloir développer un remake du film Souviens-toi… l'été dernier (1997), avec Mike Flanagan et Jeff Howard à l'écriture du script. Le film est alors présenté comme une priorité pour le studio et sa sortie est initialement prévue pour 2016. Le projet nécessitait un budget estimé entre 15 et 20 millions de dollars,. Mike Flanagan confirme que cette nouvelle itération de la franchise sera un reboot et n’inclura pas d'éléments du roman original de Lois Duncan ni du premier film. Le projet sera finalement annulé.
Fin 2022, la réalisatrice Jennifer Kaytin Robinson et la scénariste Leah McKendrick présentent à Sony Pictures un pitch pour un nouveau film. Leur idée est bien accueillie par le studio, qui lance le développement du film en février 2023, avec le retour du producteur Neal H. Moritz et des acteurs Jennifer Love Hewitt et Freddie Prinze Jr. qui reprennent leurs rôles des deux premiers films. Quelques jours plus tard, Sarah Michelle Gellar révèle à Entertainment Weekly qu'elle a été approchée pour reprendre son rôle d'Helen Shivers, présente dans le premier film, mais qu'elle a refusé parce que son personnage était mort dans le film original et il serait impossible de modifier sa mort,. Le scénario est écrit par Jennifer Kaytin Robinson et Sam Lansky, d'après un premier jet de Leah McKendrick. Cette dernière explique en mars 2024, que l'influence des réseaux sociaux sera prise en compte dans l'intrigue du film. En juillet 2024, il est précisé que le film sera la suite directe des deux premiers opus.

### Attribution des rôles
En mars 2023, Freddie Prinze Jr. déclare en interview qu'il n'a pas été contacté pour apparaitre dans le nouveau film : « Ils ont juste dit cela pour enthousiasmer les gens. Je n'ai parlé à personne dans cette entreprise, mes agents n'ont reçu aucune offre de leur part. » Il ajoute plus tard qu'après une réunion avec Original Film, il n'a pas signé pour apparaître car il n'y avait pas encore de scénario et qu'il n'avait reçu aucune offre concrète. En décembre, Jennifer Love Hewitt confirme qu'elle va reprendre son rôle,,.
En mai 2024, le retour de Freddie Prinze Jr. et Jennifer Love Hewitt est évoqué, mais pas officiellement confirmé. En juillet 2024, Camila Mendes, Madelyn Cline, Sarah Pidgeon, Tyriq Withers ou encore Jonah Hauer-King sont annoncés en négociations. En septembre, Camila Mendes quitte finalement le projet pour s'engager sur Masters of the Universe (2026), alors que Madelyn Cline, Sarah Pidgeon, Tyriq Withers et Jonah Hauer-King sont quant à eux officiellement confirmés. Peu après, l'actrice Chase Sui Wonders rejoint à son tour le long métrage. Le retour de Freddie Prinze Jr. est alors confirmé, alors que Jennifer Love Hewitt serait toujours en négociations. En octobre 2024, Billy Campbell rejoint le film, suivi le mois suivant par Austin Nichols et Gabbriette (en). La participation de Jennifer Love Hewitt est officiellement confirmée en décembre 2024. Durant la même période, Lola Tung et Nicholas Alexander Chavez rejoignent également la distribution, néanmoins, peu avant la sortie du film, la réalisatrice annonce que leurs scène, qui devait être la scène d'ouverture du film, a été coupée du montage final.
En août 2024, Brandy Norwood annonce dans une interview pour le Hollywood Reporter qu'elle est partante pour reprendre le rôle de Karla Wilson qu'elle tenait dans le second opus. En avril 2025, le directeur exécutif du film déclare à son tour qu'il faudra aller voir le film pour savoir si l'actrice sera de retour.

### Tournage
Le tournage débute en décembre 2024, en Nouvelle-Galles du Sud en Australie,. Il se déroule principalement à Sydney (Disney Studios Australia, Newport Beach, White Bay, Watson's Bay, ...). Les prises de vues devraient se poursuivre à Los Angeles en février 2025.

## Sortie et accueil

### Critique
La version 2025 de "Souviens‑toi… l’été dernier" (I Know What You Did Last Summer) a reçu un accueil critique global négatif, plusieurs critiques reprochant son manque d’originalité et une approche trop balisée pour laisser une empreinte durable. Selon Écran Large, ce quatrième opus apparaît comme un « Scream dans la nuit » sans grand relief : une suite qui arrive « carrément après la bataille pour essayer de ramasser les miettes » d’une franchise déjà épuisée, qualifiée de navrante et inutile (« Personne ne l’a demandé … c’était pas nécessaire, vraiment »). Certains médias saluent cependant le résultat en citant  « des secrets bien gardés et des retours inattendus qui laissent envisager une possible suite à la saga”.